# Lăpușani
Lăpușani – wieś w Rumunii, w okręgu Ardżesz, w gminie Coșești. W 2011 roku liczyła 377 mieszkańców.